# Notomys cervinus
Espèce
Statut de conservation UICN

 NT  : Quasi menacé
Notomys cervinus est une espèce de rongeurs de la sous-famille des Murinés.

## Distribution géographique
On la rencontre en Australie (Queensland, Nouvelle-Galles du Sud, Australie du sud et Territoire du Nord).